# Freigné
Freigné korábbi község Franciaországban, Loire-Atlantique megyében. 2018. január 1-jén öt másik községgel egyesült és Vallons-de-l’Erdre új község része lett.
Lakosainak száma 1106 fő (2018. január 1.). Freigné Belligné, Maumusson, Le Pin, Saint-Mars-la-Jaille, Saint-Sulpice-des-Landes, Vritz, Candé, La Cornuaille és Loireauxence községekkel határos.

## Népesség
A település népességének változása:
| Lakosok száma | 1131 | 1131 | 1106 | 1106 |
|               | 2013 | 2015 | 2017 | 2018 |